# Locomotion chez les insectes
La locomotion chez les insectes emprunte des modes diversifiés grâce à leurs ailes adaptées à la locomotion aérienne (vol battu), et à la spécialisation de leurs pattes généralement adaptées à la locomotion terrestre (en) (marche, reptation, saut), mais souvent modifiées dans d'autres fonctions.

## Marche
La plupart des insectes se servent de leurs six pattes pour marcher. La marche hexapode se déroule de sorte à toujours avoir trois points d'appui simultanés : 2 d'un côté et un de l'autre. Ainsi, l'insecte se sert de deux trépieds qu'il déplace l'un après l'autre. Les avantages de cette locomotion en « tripodes alternés » ont intéressé les ingénieurs qui ont conçu des robots hexapodes basés sur l'étude de la marche des insectes (phénomène d'imitation théorisé sous le terme de biomimétisme).
Certains insectes marchent sur quatre pattes, tels les mantes, les mantispes. La blatte américaine passe à haute vitesse à une locomotion quadrupède, voire bipède (avec ses deux longues pattes arrière).
Les nèpes (insectes aquatiques) ont une façon de se déplacer sur quatre pattes mais elles profitent de l'effet de la poussée d'Archimède.

## Reptation
Les larves apodes telles l'asticot rampent.
Les fausses pattes des chenilles de papillon sont des appendices charnus mus par des muscles locomoteurs et rendus turgescents par la pression de l'hémolymphe, leur permettant de se déplacer par reptation.

## Saut
Certains orthoptères (sauterelles, criquets) ont, au niveau de leurs pattes métathoraciques, un fémur hypertrophié (allongé et renflé à la base) qui contient les principaux muscles extenseurs du tibia qui se replie complètement sur la partie inférieure du fémur. Cette musculature puissante des pattes postérieures saltatrices leur permet de réaliser des sauts impressionnants en rapport avec leur taille. Les taupins ont également un puissant muscle du saut.
Le saut existe aussi chez des insectes qui mettent en jeu non pas des muscles puissants mais, par le phénomène de convergence évolutive, la compression d'une masse de résiline, protéine à haute élasticité localisée au niveau des articulations de leurs pattes propulsives postérieures et qui agit comme un puissant ressort. L'insecte prend appui sur ses trochanters tandis qu'il verrouille des loquets cuticulaires maintenant le fémur replié sur la coxa. Après avoir accumulé cette énergie élastique, il déverrouille les loquets, ce qui permet la libération brutale de l'énergie stockée dans la masse de résiline. « La résiline est formée de chaînes peptidiques enroulées en un réseau tridimensionnel stabilisé par des ponts entre tyrosines, ponts dityrosine et trityrosine. Le réseau stocke et libère un pourcentage d'énergie (97 %) plus élevé que n'importe quelle autre substance élastique connue, et est couramment utilisé dans la confection des chaussures de course des athlètes et la restauration de l'élasticité des artères endommagées » (phénomène d'imitation théorisé sous le terme de biomimétisme). Les puces, les fulgores ou les membracides utilisent ce mode de locomotion saltatoire,.

## Nage

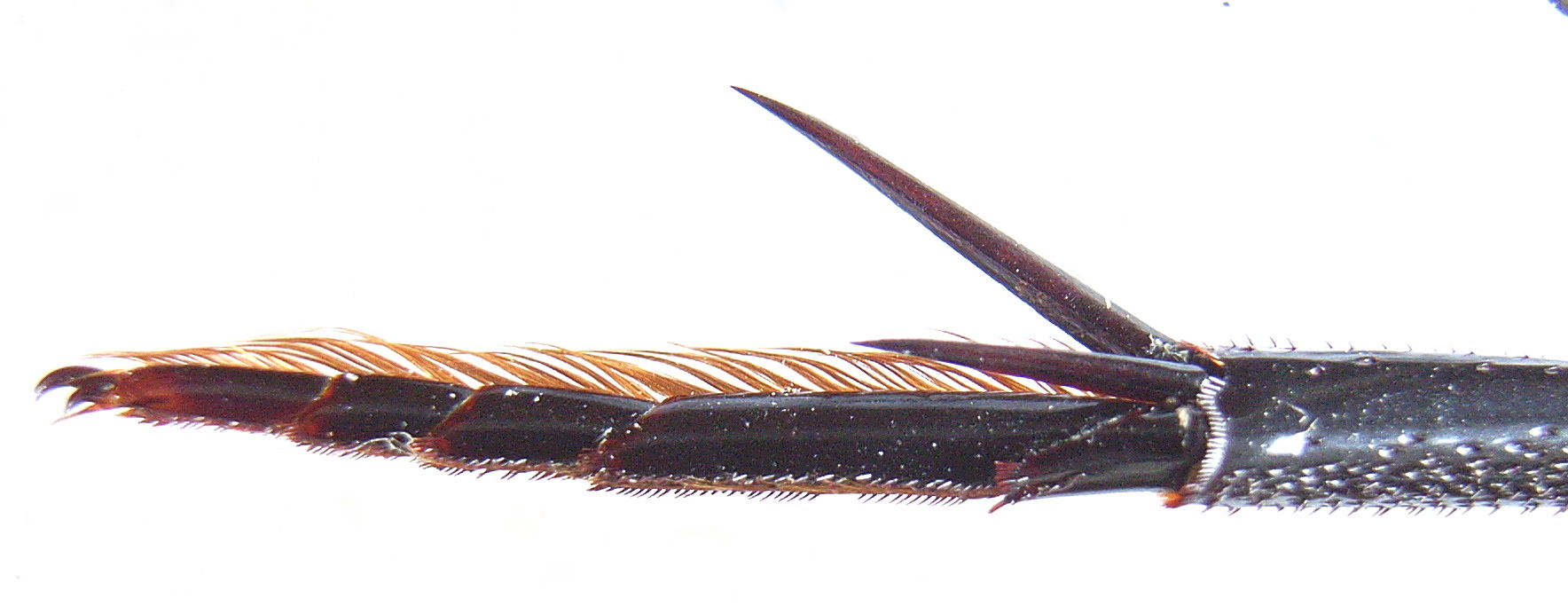
Patte natatoire du grand hydrophile montrant un tarse aplati et doté de soies latérales.

Les insectes semi-aquatiques occupent une niche écologique pas ou peu accessible à la plupart des autres insectes, grâce à des adaptations natatoires très variées au niveau des pattes, leur permettant de coloniser ce milieu. Par exemple, les pattes métathoraciques des Dytiques sont aplaties en rame dont la surface est agrandie par des soies latérales, servant à la propulsion dans l'eau par des mouvements d'aviron (nage par brasse). Dans le genre Rhagovelia (en), les pattes médianes sont dotées d'éventails propulseurs utilisés comme avirons. Chez les Gyrins, on observe la transformation natatoire de leurs quatre pattes postérieures. De même, les membres métathoraciques des Hydrophiles sont transformés en pattes natatoires, ce qui permet à ces coléoptères aquatiques de nager un « crawl simplifié ».
Les gerris, appelés aussi « punaises d'eau », sont des insectes qui ont la capacité non pas de nager mais de marcher sur l'eau, grâce aux poils hydrophobes disposés sur les tarses des pattes méso- et métathoraciques.